# Leonid Tschytschkan
Leonid Illitsch Tschytschkan (ukrainisch Леонід Ілліч Чичкан; * 2. oder 21. August 1911 in Jekaterinodar, Russisches Kaiserreich; † 13. Dezember 1977 in Kiew, Ukrainische SSR) war ein sowjetisch-ukrainischer Maler des Sozialistischen Realismus und Professor am Kiewer Kunstinstitut.

## Leben
Tschytschkan wurde 1911 in Jekaterinodar (heute Krasnodar) geboren. Er absolvierte 1933 das Krasnodarer Kunsttechnikum und studierte 1933–1941 am Staatliche Konservatorium. Nach Kriegseinsatz im Zweiten Weltkrieg schloss er 1945 sein Studium in der Werkstatt von Oleksij Schowkunenko am Kiewer Kunstinstitut (heute: Nationale Akademie der Bildenden Künste und Architektur) ab.
Ab 1952 lehrte Tschytschkan am Kiewer Kunstinstitut. 1971 wurde er zum Professor ernannt. Er war Mitglied des Künstlerverbandes der Ukrainischen SSR und beteiligte sich an republikanischen, gesamtsowjetischen und internationalen Ausstellungen. Tschytschkan ist Großvater des Künstlers Illja Tschytschkan (* 1967) und der Urgroßvater des Künstlers Dawyd Tschytschkan (1986–2025), der während des russischen Überfalls auf die Ukraine  fiel.

## Werk
Tschytschkan schuf vorwiegend Landschaftsmalerei, Stillleben und Porträts. Wiederkehrende Sujets sind Karpatenlandschaften und Szenen aus dem Leben der Huzulen. Bekannte Werke sind u. a. Karpaten (1953), Die Braut (1971). Tschytschkans Arbeiten befinden sich in ukrainischen Museen (u. a. in Kiew und Cherson) sowie in Privat- und Galeriesammlungen. Auf dem Auktionsmarkt werden seine Bilder regelmäßig angeboten; der höchste dokumentierte Preis beträgt 527 USD für das Werk La Torre Eiffel (Wannenes, Genua 2021). Im Zuge der russischen Besetzung Chersons 2022 wurden mehrere Werke Tschytschkans aus dem Kunstmuseum Cherson entwendet. Darunter befanden sich Gladiolen (1974), Transkarpatisches Motiv und Fische. Einige dieser Werke wurden später im Kunstmuseum Simferopol identifiziert.

## Auszeichnungen
- 1969: Verdienter Künstler der Ukrainischen SSR